# Astragalus kitianus
Astragalus kitianus är en ärtväxtart som beskrevs av Sorger. Astragalus kitianus ingår i släktet vedlar, och familjen ärtväxter. Inga underarter finns listade i Catalogue of Life.